# چرچیل (ویکتوریا)
چرچیل (به انگلیسی: Churchill) یک منطقهٔ مسکونی در استرالیا است که در ویکتوریا (استرالیا) واقع شده‌است.